# مارغريت كروس نورتن
مارغريت كروس نورتن (بالإنجليزية: Margaret Cross Norton)‏ هي أمينة مكتبة أمريكية، ولدت في 7 يوليو 1891 في روكفورد في الولايات المتحدة، وتوفيت في 21 مايو 1984.